# Катарина Хрибар
Катарина Хрибар (1913— ? ) је била југословенска гимнастичка репрезентативка.

## Резултати
Учествовала је на Летњим олимпијским играма 1936. у Берлину у дисциплини гимнастички вишебој у екипној конкуренцији за жене. Екипу је чинило осам гимнастичарки: Душица Радивојевић, Лидија Рупник, Марта Пустишек, Олга Рајковић, Драгана Ђорђевић, Анчка Горопенко, Катарина Хрибар и Маја Вершеч. На основу збира појединачних резултата у три дисциплине, направљен је пласман у оквиру репрезентације, а шест првопласираних, од осам чланица репрезентације, такмичиле су се у другом кругу односно групној вежби. Сви резултати првог и друго дела су се сабрали и добијен је резултат и пласман екипе Југославије, која је заузела четврто место са 485,60 бодова.
Појединачни резултати Катарине Хрибар
| Дисциплина         | Бодови | Пласман |
| ------------------ | ------ | ------- |
| Прескок            | 21,60  | 9       |
| Двовисински разбој | 18,10  | 54      |
| Греда              | 20,90  | 28      |
| Укупно             | 60,60  | 36      |

Овим резултатом 60,60 Катарина Хрибар је била седма у репрезентацији, па није учествовала у другом кругу - групној вежби.